# Steve Veriato
Steve Veriato (nascido em 6 de maio de 1946) é um jogador profissional estadunidense de golfe que disputa o PGA Tour, o Asian Tour, o PGA Tour Canadá e o Champions Tour, onde venceu uma vez. Natural de Hilo (Havaí), Steve jogou golfe universitário no Texas A&M e se profissionalizou em 1973.

## Carreira
Steve se juntou ao PGA Tour Sênior (hoje Champions Tour) em 1996 e venceu uma vez, o Novell Utah Showdown, em 2001.